# Bank of Otago
Die Bank of Otago war eine 1863 in London für die britische Kolonie Neuseeland gegründete Kolonialbank. 

## Geschichte
Die Bestrebungen in der damaligen Provinz Otago, eine eigene Bank zu gründen, gehen wohl bis in das Jahr 1851 zurück. Bereits drei Jahre nach Ankunft der ersten schottischen Siedler in Port Chalmers und deren Stadtgründung von Dunedin, wurde eine Versammlung mit dem Ziel anberaumt, zum frühestmöglichen Zeitpunkt eine Bank zu gründen, die Bank of Otago. Doch bis zur Bankgründung sollten noch 12 Jahre vergehen.
In den Jahren wurden immer wieder die Vorteile und die Notwendigkeit einer eigenen Bank für die Provinz Otago in der Öffentlichkeit hervorgehoben und als die Union Bank of Australia im August 1859 eine Filiale in Dunedin eröffnete, war der Druck besonders groß und die Furcht vor einer Monopolstellung dieser Bank entsprechend.
Der Impuls zur Bankgründung kam durch den Goldrausch in Otago von 1861 und von Übersee. Bei einer Goldproduktion im Wert von 1.540.708 £ im Jahr 1862 in Otago wurden Londoner Investoren aufmerksam und gründeten mit einem Startkapital von 500.000 £, bei Anteilen von je 100 £, die Bank of Otago. Am 24. September 1883 wurden die Papiere bereits am Londoner Stock Exchange gehandelt. Für Otago selbst ließ man jedoch nur noch 1.000 Anteile zur Zeichnung übrig. Nach drei Lesungen im House of Representatives und dem Drängen von William Cargill, Mitbegründer der Stadt Dunedin, wurde die Bank schließlich mit dem Bank of Otago (Limited) Act am 12. Dezember 1863 in Neuseeland zugelassen und im Januar des folgenden Jahres eröffnet.
Zu stark auf die Provinz Otago beschränkt, konnte sich die Bank nicht so recht entwickeln. Trotz sich abzeichnender Schwierigkeiten übernahm der Bankier William Larnach im September 1867 die Führung der Bank in Neuseeland. Doch nach weiteren Schwierigkeiten über die Jahre hin weg waren die Anteilseigner der Bank in London nicht mehr bereit die Bank zu stützen und verweigerten sich einer Kapitalerhöhung. Die Bank of Otago wurde schließlich an die National Bank of New Zealand im April 1873 verkauft und bereits im Juli in die National Bank integriert.